# Санатрук II
Санатрук II (д/н— після 193) — цар Великої Вірменії у 178—193 роках.

## Життєпис
Походив з династії Аршакідів. Про його батьків нічого невідомо. Між 178 та 180 роками став царем Великої Вірменії. Дотримувався проримської орієнтації. Вимушений був боротися з парфянською партією. На його правління приходиться фактичний розділ царства на римську та парфянську частину. У 193 році поступився владою парфянському шахзаде Вологезу (у вірменській традиції Вагаршу). Подальша доля невідома.